# Gracelyn Awad Rinke
Gracelyn Awad Rinke ist eine US-amerikanische Kinderdarstellerin.

## Leben
Erste schauspielerische Erfahrungen sammelte Rinke ab 2014 an Theaterproduktionen der West Valley Christian School. Sie wirkte ab Mitte der 2010er in ersten Kurzfilmproduktionen mit. 2018 war sie im Musikvideo zum Lied You Can Cry der Interpreten Marshmello, James Arthur und Juicy J zu sehen. 2019 folgte eine Besetzung im Musikvideo der Sängerin Hillary Hawkins zum Lied Let’s Imagine a World of Love. Im selben Jahr stellte sie in zwei Episoden der Fernsehserie Legends of Tomorrow die Rolle der jungen Zari dar, dessen Alter Ego von Tala Ashe gespielt wurde. Außerdem war sie 2019 in sechs Episoden der Fernsehserie Plant B in der Rolle der Layla zu sehen. 2020 gab sie in Psychosynthesis ihr Filmschauspieldebüt. Seit 2021 stellt sie in der Fernsehserie Resident Alien die Rolle der Sahar dar.

## Filmografie (Auswahl)
- 2001: The Sanctuary
- 2016: Our Lips Are Sealed (Kurzfilm)
- 2017: Meet Nancy Wu (Kurzfilm)
- 2017: Get Out... Now (Kurzfilm)
- 2019: The Visitor (Kurzfilm)
- 2019: Legends of Tomorrow (Fernsehserie, 2 Episoden)
- 2019: Plant B (Fernsehserie, 6 Episoden)
- 2020: Magie für die Menschen (Magic for Humans, Fernsehserie, Episode 3x01)
- 2020: Psychosynthesis
- 2020: Little Bird (Kurzfilm)
- 2021–2025: Resident Alien (Fernsehserie)
- 2022: Motorvation

## Theater (Auswahl)
- 2014: Snow White Jr., Regie: Sheila Lampenchken, West Valley Christian School
- 2015: Lion King Jr., Regie: Sheila Lampenchken, West Valley Christian School
- 2016: Annie Jr., Regie: Sheila Lampenchken, West Valley Christian School